# Elasticitet (ekonomi)
Inom nationalekonomin är elasticitet ett begrepp som beskriver hur en förändring av en ekonomisk variabel påverkas av en annan variabel. Elasticiteten definieras som förhållandet mellan de procentuella förändringarna i respektive variabel. 
- {\displaystyle {\mbox{elasticitet}}={\frac {\mbox{procentuell förändring av något}}{\mbox{procentuell förändring av något annat}}}}

Beroende på vilka variabler som studeras får man olika typer av elasticiteter:
- Priselasticitet (egentligen efterfrågans priselasticitet) beskriver förhållandet mellan efterfrågan på en vara och varans pris. Priselasticiteten är normalt en negativ siffra.
- Korselasticitet beskriver förhållandet mellan efterfrågan på en vara och priset på en annan vara.
- Inkomstelasticitet beskriver förhållandet mellan efterfrågan på en vara och köparnas inkomster.
- Utbudselasticitet (egentligen utbudets priselasticitet) beskriver förhållandet mellan utbudet på en vara och varans pris.

## Matematisk beskrivning
Om man betecknar den påverkade variabeln med y och den påverkande variabeln med x, studerar man alltså hur funktionen {\displaystyle y=f(x)\,} varierar då x varierar. "Y:s x-elasticitet" kan då skrivas
{\displaystyle \varepsilon _{y,x}={\frac {\frac {\Delta y}{y}}{\frac {\Delta x}{x}}}}
Om man låter {\displaystyle \Delta x} gå mot noll får man punktelasticiteten:
{\displaystyle \varepsilon _{y,x}={\frac {\frac {\mathrm {d} y}{y}}{\frac {\mathrm {d} x}{x}}}={\frac {\mathrm {d} y}{\mathrm {d} x}}\cdot {\frac {x}{y}}=y'\cdot {\frac {x}{y}}}
Man kan visa att elasticiteten också kan formuleras som
{\displaystyle \varepsilon _{y,x}={\frac {\mathrm {d} \ln y}{\mathrm {d} \ln x}}}

## Elasticitetens egenskaper
Värdet på elasticiteten avgör hur starkt beroendet mellan variablerna är och på vilket sätt en förändring i den ena variabeln förändrar den andra. Ett stort värde betyder att en liten förändring av x ger en stor förändring av y. Ett negativt värde betyder att vid en ökning av variabel x minskar variabeln y.
| Värdet på {\displaystyle \varepsilon _{y,x}}        | Förhållandet mellan x och y | Effekt                                           |
| {\displaystyle \varepsilon =0}                      | y är fullständigt oelastisk | y reagerar inte vid en förändring av x           |
| {\displaystyle 0<\|\varepsilon \|<1}                | y är oelastisk              | y förändras förhållandevis mindre än x           |
| {\displaystyle \|\varepsilon \|=1}                  | y är enhetselastisk         | y förändras lika mycket som x                    |
| {\displaystyle \|\varepsilon \|>1}                  | y är elastisk               | y förändras förhållandevis mer än x              |
| {\displaystyle \|\varepsilon \|\rightarrow \infty } | y är fullständigt elastisk  | Minsta förändring i x påverkar y oändligt mycket |

Observera att elasticitetens värde och egenskaper mycket väl kan variera beroende värdet av x. Ofta är y elastisk för vissa x-värden och oelastisk för andra. För ett visst x-värde är då y enhetselastisk. 
En speciell situation är att elasticiteten är konstant för alla x-värden. Detta gäller till exempel om 
{\displaystyle y=f(x)={\frac {1}{x^{k}}}}